# ¡Basta Ya!
¡Basta Ya! (Spaans voor Genoeg geweest!) is een Spaans burgerinitiatief dat werd opgericht als oppositie tegen het terrorisme van de Euskadi Ta Askatasuna (ETA). Het werd opgericht als platform en bindt personen met een verschillende politieke achtergrond. Het manifesteert zich door middel van protestdemonstraties.

## Achtergrond

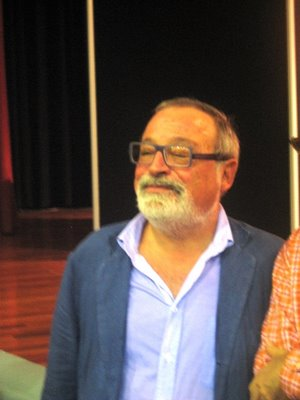
Fernando Savater

¡Basta Ya! werd opgericht in 1999, met hulp van de organisaties Foro de Ermua, Foro El Salvador, Denon Artea en Asociación de Víctimas del Terrorismo, met als voorspreker de filosoof Fernando Savater.
¡Basta Ya! werd opgericht met als doel oppositie te voeren tegen elke vorm van terrorisme en ondersteuning te bieden aan slachtoffers ervan. De organisatie ijvert voor de verdediging van de rechtsstaat in Spanje, de Spaanse grondwet van 1978 en het Statuut van de autonomie van het Baskenland van 1979. De beweging stelt zich tegen het Baskische nationalisme en het antiterroristische beleid van de Spaanse socialisten, vanwege hun stelling tegen onderhandelingen met de ETA.

## Onderscheiding
In 2000 ontving de organisatie de Sacharovprijs voor de Vrijheid van Denken van het Europees Parlement. De Sacharovprijs is bestemd voor personen en organisaties die zich wijden aan de bescherming van de rechten en fundamentele vrijheden van de mens.

## Politieke partij
In mei 2007 werd langs het platform de politieke partij Plataforma Pro opgericht, als alternatief van de gevestigde politieke partijen PSOE en Partido Popular, dat in september dat jaar een definitievere vorm als politieke partij kreeg onder de naam Unión Progreso y Democracia.